# South Willard
South Willard est une census-designated place du comté de Box Elder, dans l'État de l'Utah, aux États-Unis. En 2020, elle compte une population de 1 840 habitants.